# Manselliberotha neuropterologorum
Manselliberotha neuropterologorum är en insektsart som beskrevs av U. Aspöck och H. Aspöck 1988. Manselliberotha neuropterologorum ingår i släktet Manselliberotha och familjen Berothidae. Inga underarter finns listade i Catalogue of Life.